# El Paso (La Palma)
Pour les articles homonymes, voir El Paso.

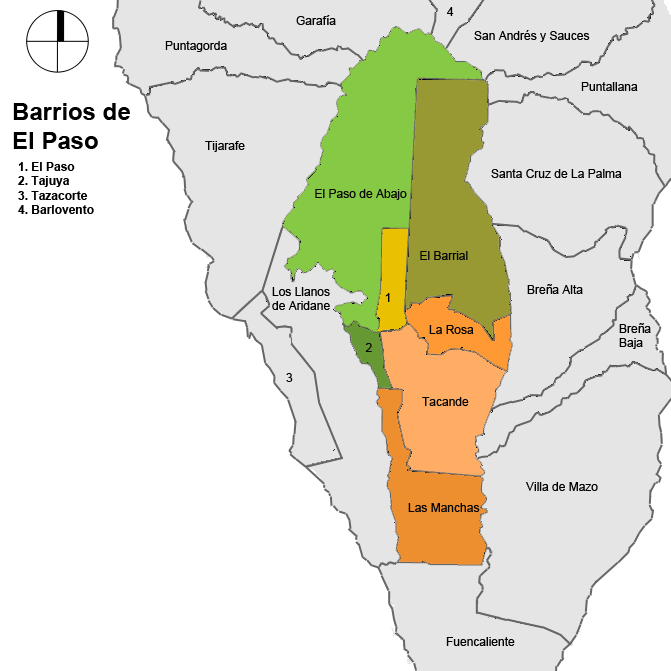
Les quartiers/villages d'El Paso

El Paso est une commune de la province de Santa Cruz de Tenerife dans la communauté autonome des Îles Canaries en Espagne. Elle est située au centre de l'île de La Palma.

## Géographie

Le Llano del Jable, paysage volcanique dans la campagne de El Paso. On aperçoit le parc national de la Caldeira de Taburiente. Mars 2019.

### Localisation

Localisation de l'île de La Palma dans les Îles Canaries.
Localisation d'El Paso dans l'île de La Palma.

|                                 | Puntagorda, Garafía, Barlovento, San Andrés y Sauces |                                                                           |
| Tijarafe, Los Llanos de Aridane | El Paso                                              | Puntallana, Santa Cruz de la Palma, Breña Alta, Breña Baja, Villa de Mazo |
|                                 | Fuencaliente de la Palma                             |                                                                           |

### Villages de la commune
- El Paso (2 167)
- Paso de Abajo (1 319)
- Tajuya (1 304)
- La Rosa (1 095)
- Tacande (749)
- Las Manchas (603)
- El Barrial (277)

Entre parenthèses figure le nombre d'habitants de chaque village en 2007.

## Patrimoine

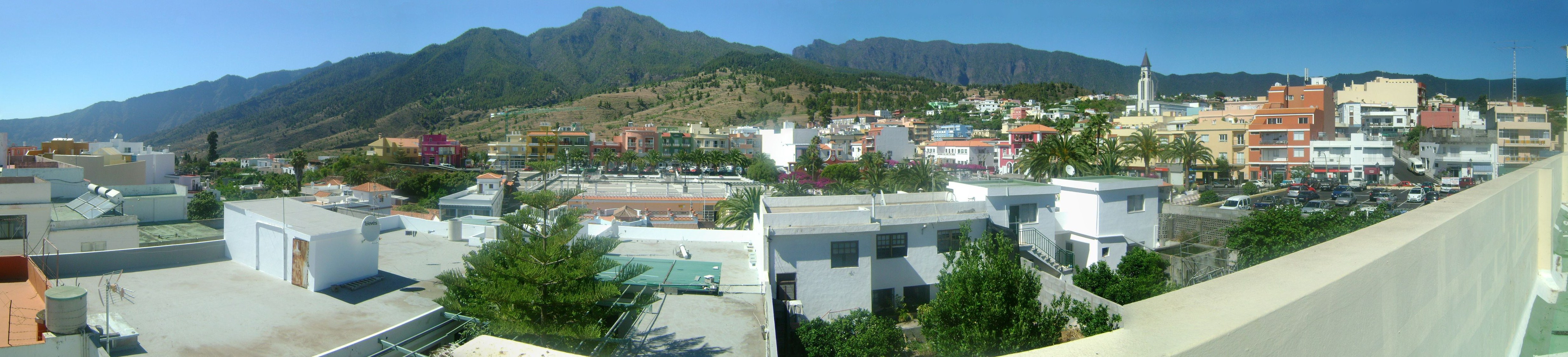
El Paso depuis le toit de l'ancien supermarché San Martín.

## Démographie
| Année | Population | Densité   |
| ----- | ---------- | --------- |
| 1991  | 7.010      | 51,57/km² |
| 1996  | 7.006      | 51,54/km² |
| 2001  | 6.764      | 54,03/km² |
| 2002  | 7.438      | 54,72/km² |
| 2003  | 7.544      | 55,5/km²  |
| 2004  | 7.218      | 53,61/km² |
| 2005  | 7.404      | 54,47/km² |
| 2006  | 7.505      | 55,22/km² |
| 2007  | 7.514      | 55,28/km² |
| 2009  | 7.815      | 57,5/km²  |